# Lett labdarúgó-bajnokság (első osztály)
A lett labdarúgó-bajnokság első osztálya (lett nyelven Virslīga) a lett labdarúgás legmagasabb osztálya. A bajnokságot 1927-ben alapították, azonban 1945-től 1992-ig a szovjet megszállás miatt nem rendezték meg. Legsikeresebb csapat jelenleg a Skonto 15 bajnoki címével.

## Jelenlegi résztvevők
- 2022-ben 10 klub kapott licencet.[1]

| Klub           | Város      | Stadion                    | Beofgadóképesség | Vezetőedző         |
| -------------- | ---------- | -------------------------- | ---------------- | ------------------ |
| FK Auda        | Kekava     | Audas tadions              | 1,000            | ?                  |
| BFC Daugavpils | Daugavpils | Celtnieks tadions          | 1,980            | ?                  |
| FK Liepāja     | Liepāja    | Daugavas stadions          | 5,100            | Tamaz Pertia       |
| Metta          | Riga       | Hanzas vidusskolas Stadion | 2,000            | Andris Riherts     |
| RFS            | Riga       | Arkādija Stadion           | 1,000            | LTU                |
| Riga FC        | Riga       | Skonto stadion             | 8,207            | Slaviša Stojanovič |
| FK Spartaks    | Jūrmala    | Slokas Stadion             | 2,800            | Jozef Vukušič      |
| SK Super Nova  | Salaspils  | Salaspils stadions         | 1,000            | ?                  |
| FK Tukums 2000 | Tukums     | Tukuma stadions            | 1,000            | ?                  |
| Valmiera       | Valmiera   | J. Daliņa Stadion          | 2,000            | Gatis Ērglis       |

## Eddigi győztesek
| Szezon  | Győztes               | Összes győzelem | Megjegyzés                                   | Második               |
| ------- | --------------------- | --------------- | -------------------------------------------- | --------------------- |
| 2018    | Riga FC               | 1 (1)           |                                              | FK Ventspils          |
| 2017    | FK Spartaks Jūrmala   | 2 (2)           |                                              | FK Liepāja            |
| 2016    | FK Spartaks Jūrmala   | 1 (1)           |                                              | FK Jelgava            |
| 2015    | FK Liepāja            | 1 (1)           |                                              | Skonto FK             |
| 2014    | FK Ventspils          | 6 (6)           |                                              | Skonto FK             |
| 2013    | FK Ventspils          | 5 (5)           | Kupagyőztes                                  | Skonto FK             |
| 2012    | FC Daugava            | 1 (1)           |                                              | Skonto FK             |
| 2011    | FK Ventspils          | 4 (4)           | Kupagyőztes                                  | FK Liepājas Metalurgs |
| 2010    | Skonto FK             | 14 (15)         |                                              | FK Ventspils          |
| 2009    | FK Liepājas Metalurgs | 2 (2)           |                                              | FK Ventspils          |
| 2008    | FK Ventspils          | 3 (3)           |                                              | FK Liepājas Metalurgs |
| 2007    | FK Ventspils          | 2 (2)           | Kupagyőztes                                  | FK Liepājas Metalurgs |
| 2006    | FK Ventspils          | 1 (1)           |                                              | FK Liepājas Metalurgs |
| 2005    | FK Liepājas Metalurgs | 1 (1)           |                                              | Skonto FK             |
| 2004    | Skonto FK             | 13 (14)         |                                              | FK Liepājas Metalurgs |
| 2003    | Skonto FK             | 12 (13)         |                                              | FK Liepājas Metalurgs |
| 2002    | Skonto FK             | 11 (12)         | Kupagyőztes                                  | FK Ventspils          |
| 2001    | Skonto FK             | 10 (11)         | Kupagyőztes                                  | FK Ventspils          |
| 2000    | Skonto FK             | 9 (10)          | Kupagyőztes                                  | FK Ventspils          |
| 1999    | Skonto FK             | 8 (9)           |                                              | FK Liepājas Metalurgs |
| 1998    | Skonto FK             | 7 (8)           | Kupagyőztes                                  | FK Liepājas Metalurgs |
| 1997    | Skonto FK             | 6 (7)           | Veretlen, kupagyőztes                        | Daugava Rīga          |
| 1996    | Skonto FK             | 5 (6)           |                                              | Daugava Rīga          |
| 1995    | Skonto FK             | 4 (5)           | Veretlen, kupagyőztes                        | Dinaburg FC           |
| 1994    | Skonto FK             | 3 (4)           | Veretlen                                     | RAF Jelgava           |
| 1993    | Skonto FK             | 2 (3)           |                                              | Olimpija Rīga         |
| 1992    | Skonto FK             | 1 (2)           | Kupagyőztes                                  | RAF Jelgava           |
| 1944    | -                     | -               | Nem rendezték meg a szovjet megszállás miatt | -                     |
| 1943    | ASK                   | 3 (3)           | Veretlen, kupagyőztes                        | Olimpija Liepāja      |
| 1942    | ASK                   | 2 (2)           | Veretlen                                     | Olimpija Liepāja      |
| 1941    | -                     | -               | Nem rendezték meg a német megszállás miatt   | -                     |
| 1939-40 | Rīgas FK              | 5 (8)           | Kupagyőztes                                  | Olimpija Liepāja      |
| 1938-39 | Olimpija Liepāja      | 7 (7)           |                                              | ASK                   |
| 1937-38 | Olimpija Liepāja      | 6 (6)           |                                              | Rīgas FK              |
| 1936    | Olimpija Liepāja      | 5 (5)           | Veretlen                                     | ASK                   |
| 1935    | Rīgas FK              | 4 (7)           |                                              | Olimpija Liepāja      |
| 1934    | Rīgas FK              | 3 (6)           |                                              | Rīga Wanderer         |
| 1933    | Olimpija Liepāja      | 4 (4)           |                                              | Rīgas FK              |
| 1932    | ASK                   | 1 (1)           |                                              | Rīga Wanderer         |
| 1931    | Rīgas FK              | 2 (5)           |                                              | Olimpija Liepāja      |
| 1930    | Rīgas FK              | 1 (4)           |                                              | Olimpija Liepāja      |
| 1929    | Olimpija Liepāja      | 3 (3)           | Veretlen                                     | Rīgas FK              |
| 1928    | Olimpija Liepāja      | 2 (2)           |                                              | Rīgas FK              |
| 1927    | Olimpija Liepāja      | 1 (1)           |                                              | Rīgas FK              |

### A Lett SZSZK győztesei
| - 1945 FK Dinamo Rīga - 1946 Daugava Liepāja - 1947 Daugava Liepāja - 1948 Žmiļova komanda - 1949 Sarkanais Metalurgs Liepāja - 1950 AVN Rīga - 1951 Sarkanais Metalurgs Liepāja - 1952 AVN Rīga - 1953 Sarkanais Metalurgs Liepāja - 1954 Sarkanais Metalurgs Liepāja - 1955 Darba Rezerves - 1956 Sarkanais Metalurgs Liepāja - 1957 Sarkanais Metalurgs Liepāja - 1958 Sarkanais Metalurgs Liepāja - 1959 RER Rīga - 1960 ASK Rīga - 1961 ASK Rīga - 1962 ASK Rīga - 1963 ASK Rīga - 1964 ASK Rīga - 1965 ASK Rīga - 1966 ESR Rīga - 1967 ESR Rīga - 1968 Starts Brocēni | - 1969 FK Venta Ventspils - 1970 VEF Rīga - 1971 VEF Rīga - 1972 FK Jūrnieks - 1973 VEF Rīga - 1974 VEF Rīga - 1975 VEF Rīga - 1976 Enerģija Rīga - 1977 Enerģija Rīga - 1978 Ķīmiķis Daugavpils - 1979 Elektrons Rīga - 1980 Ķīmiķis Daugavpils - 1981 Elektrons Rīga - 1982 Elektrons Rīga - 1983 VEF Rīga - 1984 Torpedo Rīga - 1985 FK Alfa - 1986 Torpedo Rīga - 1987 Torpedo Rīga - 1988 RAF Jelgava - 1989 RAF Jelgava - 1990 Gauja Valmiera - 1991 Forums-Skonto |

### A rigai labdarúgó-bajnokság győztesei
| - 1910 Union Riga - 1911 British FC Riga - 1912 Union Riga | - 1913 British FC Riga - 1914 British FC Riga - 1915 British FC Riga |

## Gólkirályok
| Szezon | Név                                | Csapat                                        | Gól |
| ------ | ---------------------------------- | --------------------------------------------- | --- |
| 1991   | Vjačeslavs Ževnerovičs             | Celtnieks Rīga                                | 27  |
| 1992   | Vjačeslavs Ževnerovičs             | BK VEF Rīga                                   | 19  |
| 1993   | Aleksandrs Jelisejevs              | Skonto FK                                     | 20  |
| 1994   | Vladimirs Babičevs                 | Skonto FK                                     | 14  |
| 1995   | Vitālijs Astafjevs                 | Skonto FK                                     | 19  |
| 1996   | Mihails Miholaps                   | FK Daugava Rīga                               | 33  |
| 1997   | David Chaladze                     | Skonto FK                                     | 25  |
| 1998   | Viktors Dobrecovs                  | FK Liepājas Metalurgs                         | 23  |
| 1999   | Viktors Dobrecovs                  | FK Liepājas Metalurgs                         | 22  |
| 2000   | Vladimirs Koļesņičenko             | Skonto FK                                     | 17  |
| 2001   | Mihails Miholaps                   | Skonto FK                                     | 24  |
| 2002   | Mihails Miholaps                   | Skonto FK                                     | 23  |
| 2003   | Viktors Dobrecovs                  | FK Liepājas Metalurgs                         | 36  |
| 2004   | Aleksandr Katasonov                | FK Liepājas Metalurgs                         | 21  |
| 2005   | Viktors Dobrecovs Igors Sļesarčuks | FK Liepājas Metalurgs FK Venta / FK Ventspils | 18  |
| 2006   | Mihails Miholaps                   | Skonto FK                                     | 15  |
| 2007   | Vīts Rimkus                        | FK Ventspils                                  | 20  |
| 2008   | Vīts Rimkus                        | FK Ventspils                                  | 14  |
| 2009   | Kristaps Grebis                    | FK Liepājas Metalurgs                         | 30  |
| 2010   | Deniss Rakels                      | FK Liepājas Metalurgs                         | 18  |
| 2011   | Nathan Júnior                      | Skonto FK                                     | 22  |
| 2012   | Mamuka Ghonghadze                  | FC Daugava Daugavpils                         | 18  |
| 2013   | Artūrs Karašausks Andrejs Kovaļovs | Skonto FK FC Daugava Daugavpils               | 16  |
| 2014   | Vladislavs Gutkovskis              | Skonto FK                                     | 28  |
| 2015   | Dāvis Ikaunieks                    | FK Liepājas Metalurgs                         | 15  |
| 2016   | Ģirts Karlsons                     | FK Ventspils                                  | 17  |
| 2017   | Jevgenyij Kozlov                   | FK Spartaks Jūrmala                           | 13  |
| 2018   | Darko Lemajić                      | FC Riga                                       | 15  |

## Jelentős külföldi játékosok
A félkövérrel jelölt játékosok szerepeltek hazájuk felnőtt válogatott keretében labdarúgó-világbajnokságon.
| - Julian Dowe - João Pedro Pinto Martins - Iván Nadal - Murad Hüseynov - Vugar Asgarov - Stanimir Gospodinov - Antonio Junior - Fábio de Matos Pereira - Nathan - Wellington Santos da Silva - Bally Smart - Akui N'dekre Elie Moises - Maksim Smirnov - Aleksandr Perepechko - Aliaksei Kuchuk - Alyaksandr Khatskevich - Alyaksey Baha - Mikalay Ryndzyuk - Radzislaw Arlowski - Valeri Shantalosau - Moshtagh Yaghoubi - Patrick Twumasi - Aleksandre Rekhviashvili - David Chaladze - Davit Gvaramadze | - Georgi Kipiani - Givi Kvaratskhelia - Irakli Klimiashvili - Lasha Dvali - Levan Korgalidze - Levan Mikadze - Levan Silagadze - Mamuka Tsereteli - Soso Grishikashvili - Vladimir Dvalishvili - Zaal Eliava - Zurab Menteshashvili - Jurica Puljiz - Marko Šimić - Minori Sato - Takafumi Akahoshi - Yōsuke Saitō - Lionnel Franck Djimgou - Sergei Anashkin - Dariusz Łatka - Krzysztof Łągiewka - Maciej Nalepa - Algimantas Briaunys - Andrėjus Tereškinas - Audrius Kšanavičius | - Audrius Žuta - Aurimas Kučys - Darius Gvildys - Darius Miceika - Deimantas Bička - Edgaras Jankauskas - Giedrius Žutautas - Gražvydas Mikulėnas - Ignas Dedura - Mantas Samusiovas - Marius Skinderis - Mindaugas Kalonas - Nerijus Astrauskas - Nerijus Valskis - Orestas Buitkus - Paulius Grybauskas - Robertas Ringys - Saulius Atmanavičius - Tadas Labukas - Tomas Tamošauskas - Vadimas Petrenko - Viktoras Olšanskis - Alexandru Dedov - Andrei Cojocari - Igor Țîgîrlaș | - Daniel Ola - Kennedy Eriba - Michael Tukura - Stanley Ibe - Alessandro Zamperini - Aleksandr Katasonov - Aleksandr Kukanos - Aleksandr Sonin - Aleksei Bobrov - Aleksei Zhdanov - Andrei Nikolayev - Dmitri Kudryashov - Dmitri Polovinchuk - Konstantin Genich - Maxim Usanov - Mikhail Beschastnykh - Mikhail Solovyov - Sergei Skoblyakov - Sergei Yashin - Taras Shelest - Viktor Voronkov - Vladimir Skokov - Yevgeny Postnikov - Yuri Shishkin - Julio Segundo | - Miguel Cid - Ricardo Ulloa - Moustapha Dabo - Igor Petković - Saša Cilinšek - Jozef Piaček - Marián Dirnbach - Marián Kelemen - Marián Sluka - Valentin Ivakin - Vladimir Tatarchuk - Oleh Luzhny - Ruslan Mingazow - Konstyantyn Kravchenko - Oleksandr Pindeyev - Serhiy Seleznyov - Vitaliy Fedoriv - Yuriy Benyo - Yuriy Hrytsyna - Federico Martinez - Andrey Akopyants |